# Colonia Doctores

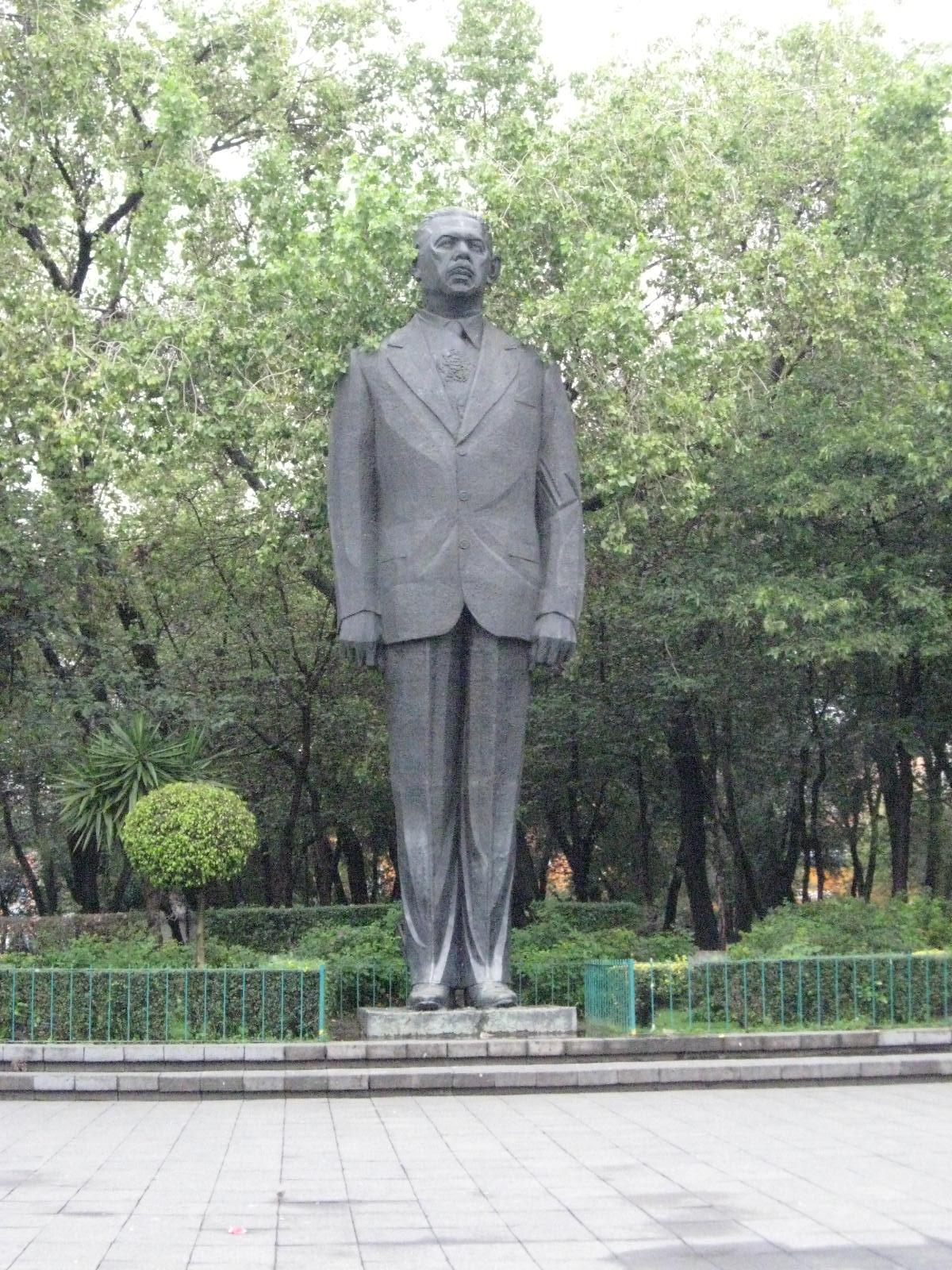
Plaza Lázaro Cárdenas, sobre el Eje Central

La colonia Doctores es un barrio y una zona de la alcaldía Cuauhtémoc, en la Ciudad de México. Se considera una de las primeras colonias de la ciudad. Originalmente, llevó los nombres de Colonia de la Indianilla y Colonia Hidalgo.

## Ubicación
Se encuentra al sur de la demarcación territorial conocida como alcaldía Cuauhtémoc de la Ciudad de México, delimitada: al norte, por la avenida Chapultepec, avenida Arcos de Belén y el centro histórico de la Ciudad de México; al sur, por el eje 3 Sur Dr. Ignacio Morones Prieto y por la colonia Buenos Aires; al poniente, por el eje 1 Poniente (avenida Cuauhtémoc) y la colonia Roma, y al oriente por el Eje Central Lázaro Cárdenas y la colonia Obrera (su esquina sureste toca la esquina norponiente de la colonia Algarín, donde se encuentra la estación del metro Lázaro Cárdenas).

## Nomenclatura
Las calles de la colonia llevan los nombres de doctores mexicanos destacados del siglo XIX.

## Historia

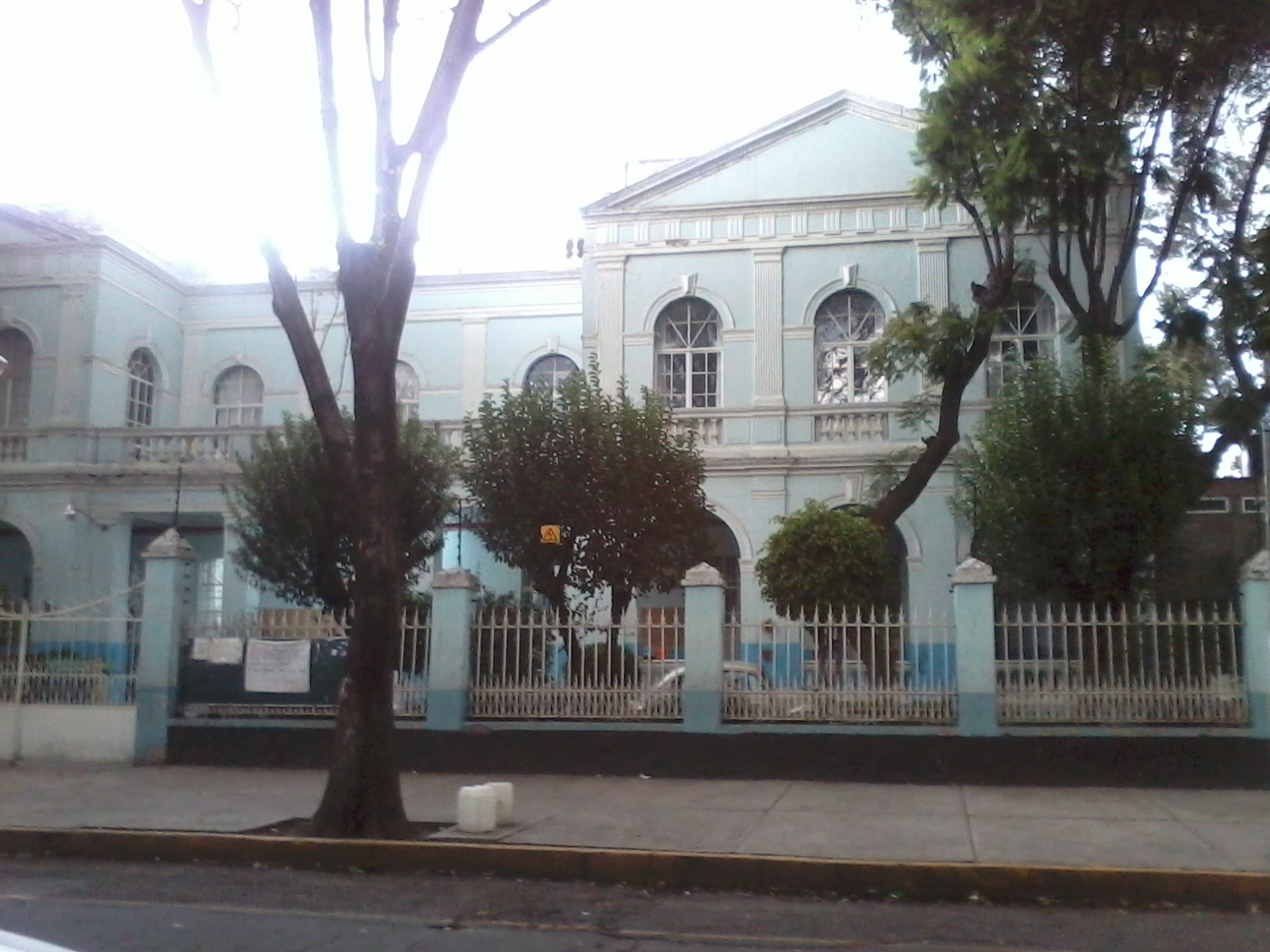
Casa campestre de Porfirio Díaz, actualmente Escuela de Participación Social n.º 1.

En 1889, Francisco Lascuráin solicitó al Ayuntamiento que se le permitiera formar una colonia en el terreno de su propiedad denominado La Indianilla (en la Memoria de 1850 se llama “Indianillas”), ubicado al sur de la  Garita de Belén. Una gran porción de terreno fue adquirida por la Compañía de Tranvías para depósito de sus carros. Habiéndose suspendido la gestión de Lascuráin, el expediente correspondiente se extravió. Según una cronista, “una india llamada María Clara, quien tenía varias propiedades, vendió algunas al padre Domingo Pérez Barcia, quien alrededor de 1675 construyó una pequeña capellanía en el rumbo hoy conocido como Indianilla. Lo mismo hicieron las indias María Concepción y María Paula; por esta razón, con el tiempo le llamaron Indianillas al lugar”. En 1895, C. M. Stewart, en nombre de la The Mexican City Propiety Sindicate Limited, presentó un curso al Ayuntamiento proponiendo hacer el fraccionamiento del referido terreno de la Indianilla.
El 26 de diciembre de 1889 se aceptaron las condiciones propuestas. Calles de la colonia: de norte a sur, algunas de Carmona y Valle, Dr. Lucio y Héroes; de oriente a poniente, Dr. Río de la Loza y Dr. Lavista. Oficialmente se le llamó Colonia Hidalgo (antes de la Testamentaría de Escandón y de la Indianilla), pero se le conoce con su nombre actual en virtud de que sus avenidas y calles están dedicadas a médicos. Las primeras casas al norte de esta colonia se construyeron en tiempos del virreinato, aunque en la actualidad ninguna de ellas sobrevive. El Panteón del Campo Florido se encontraba en la periferia del templo, en la cuadra que comprende las calles de Dr. Vértiz, Dr. Pascua, Dr. Andrade y Dr. Lavista. El término "Campo Florido" era muy común para referirse a los panteones. Cabe mencionar que la hermana del prócer cubano José Martí fue sepultada en dicho panteón, ya que falleció durante la estadía de la familia Martí en México. En la actualidad, sólo perdura el edificio de lo que fuera la entrada al panteón. El cementerio, cerrado al culto en 1878, fue fundado en 1846 por el sacerdote Pedro Rangel.
A partir de 1880, Ramón Guzmán, impulsor del transporte urbano de tranvías tirados por mulitas, estableció sus patios de reparación de tranvías en los terrenos que se conocen con el nombre de Indianilla, y donde hoy tienen sede la Procuraduría de Justicia del D.F., el Tribunal Superior de Justicia del Distrito Federal y la Tesorería del Distrito Federal. En 1898 la Mexican Electric Transway inició el cambio de líneas para la introducción del sistema de tranvías eléctricos denominado troley, servicio que inició el 15 de enero de 1900. Los terrenos de Indianilla continuaron sirviendo de patio y talleres durante varios años, al cabo de los cuales se desmantelaron. En 1889, Pedro Serrano inició el fraccionamiento formal de un predio que se iniciaba en la Garita del Niño Perdido y terminaba poco antes de la Calzada de la Piedad (hoy, avenida Cuauhtémoc). Esta avenida ocupa el trazo de la antigua calzada construida por el virrey Juan de Mendoza y Luna en la primera década del siglo XVII para unir a la Ciudad de México con el pueblo de la Piedad, que ocupó un área que corresponde hoy a donde se encuentran el Centro Médico Nacional, el parque de béisbol del IMSS (hoy centro comercial Parque Delta) y la 8.ª Delegación de Policía. Un tramo de esta avenida se llamó antiguamente paseo de la Azanza, y comenzaba en la Garita de Belén, a la altura de la avenida Chapultepec, siguiendo sobre algunas calles hacia el sur.[cita requerida]
En febrero de 1905 se fundó en la colonia el Hospital General de México, un proyecto que se empezó a desarrollar desde 1880, con el fin de contar con un hospital con la arquitectura sanitaria más moderna de la época, incombustible, con pabellones independientes, ventilados y fáciles de asear y desinfectar. En ese momento, los hospitales de la ciudad se encontraban en el centro de esta y ocupaban construcciones que databan del virreinato.

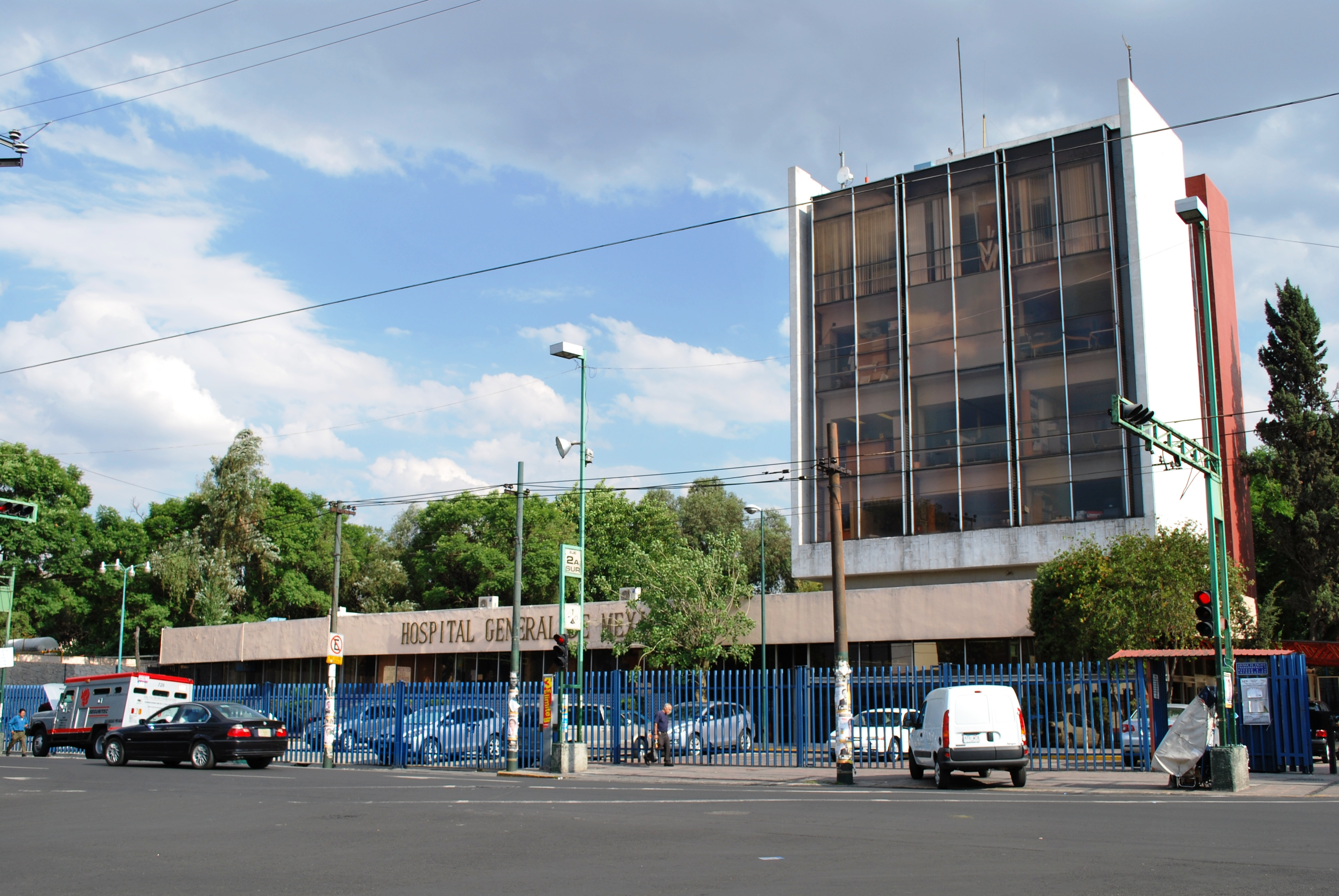
El Hospital General de México, ubicado en el Eje 2A Sur - Dr. Balmis.

A esta fecha, es la sede del Centro Médico Nacional Siglo XXI. También es una de las zonas con índice delictivo (robo de autopartes), por lo que se instaló, en el Eje 3 Sur Dr. Ignacio Morones Prieto, el Centro de Arraigo de la Procuraduría de la Ciudad de México, en lo que anteriormente fue un hotel.[cita requerida]

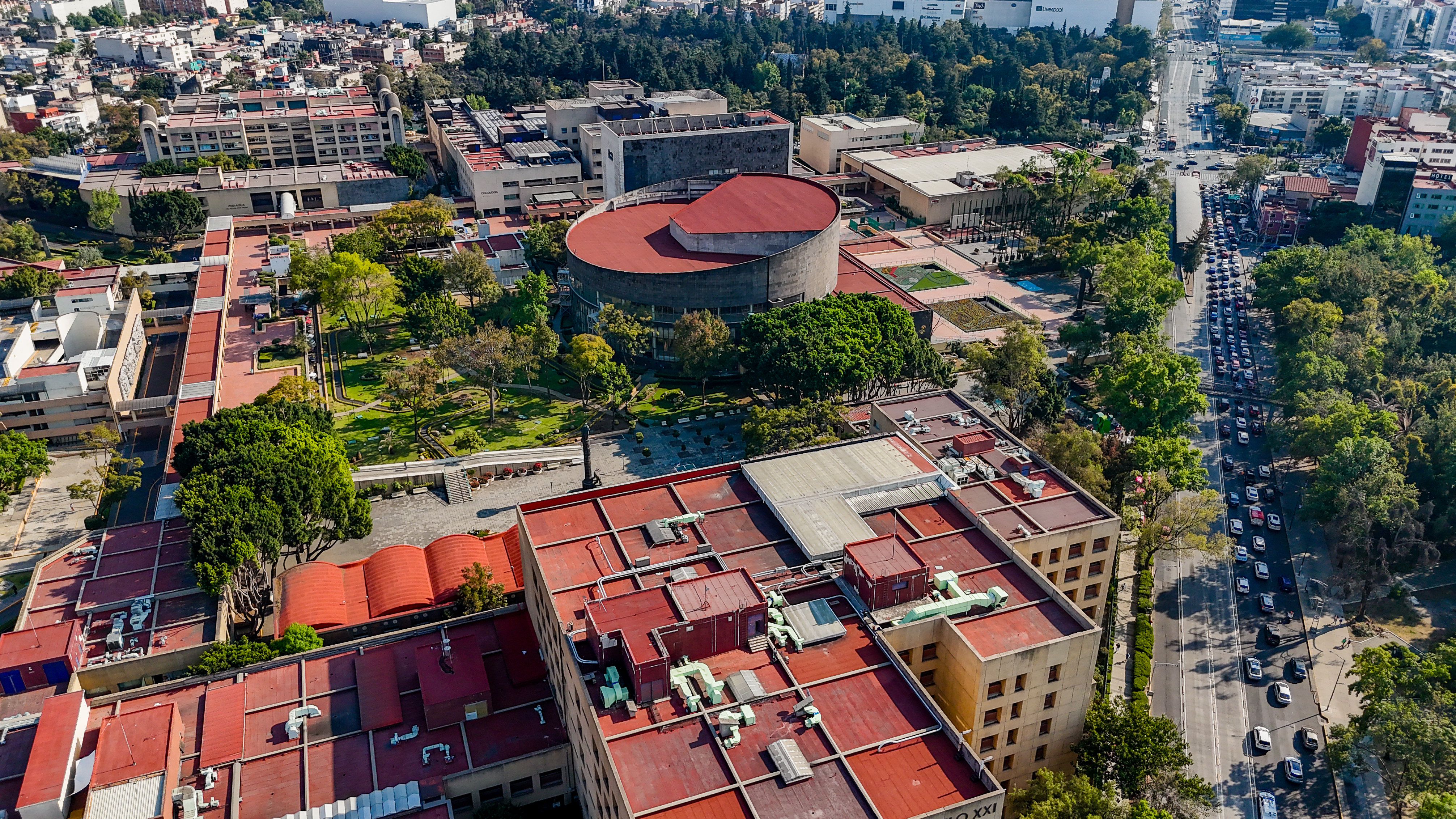
Vista aérea del complejo Centro Médico Nacional Siglo XXI del IMSS. La fotografía muestra los edificios que lo componen.

Fue, junto con la colonia Roma, uno de los barrios más afectados por los terremotos del 19 y 20 de septiembre de 1985 y por el terremoto del 19 de septiembre de 2017.

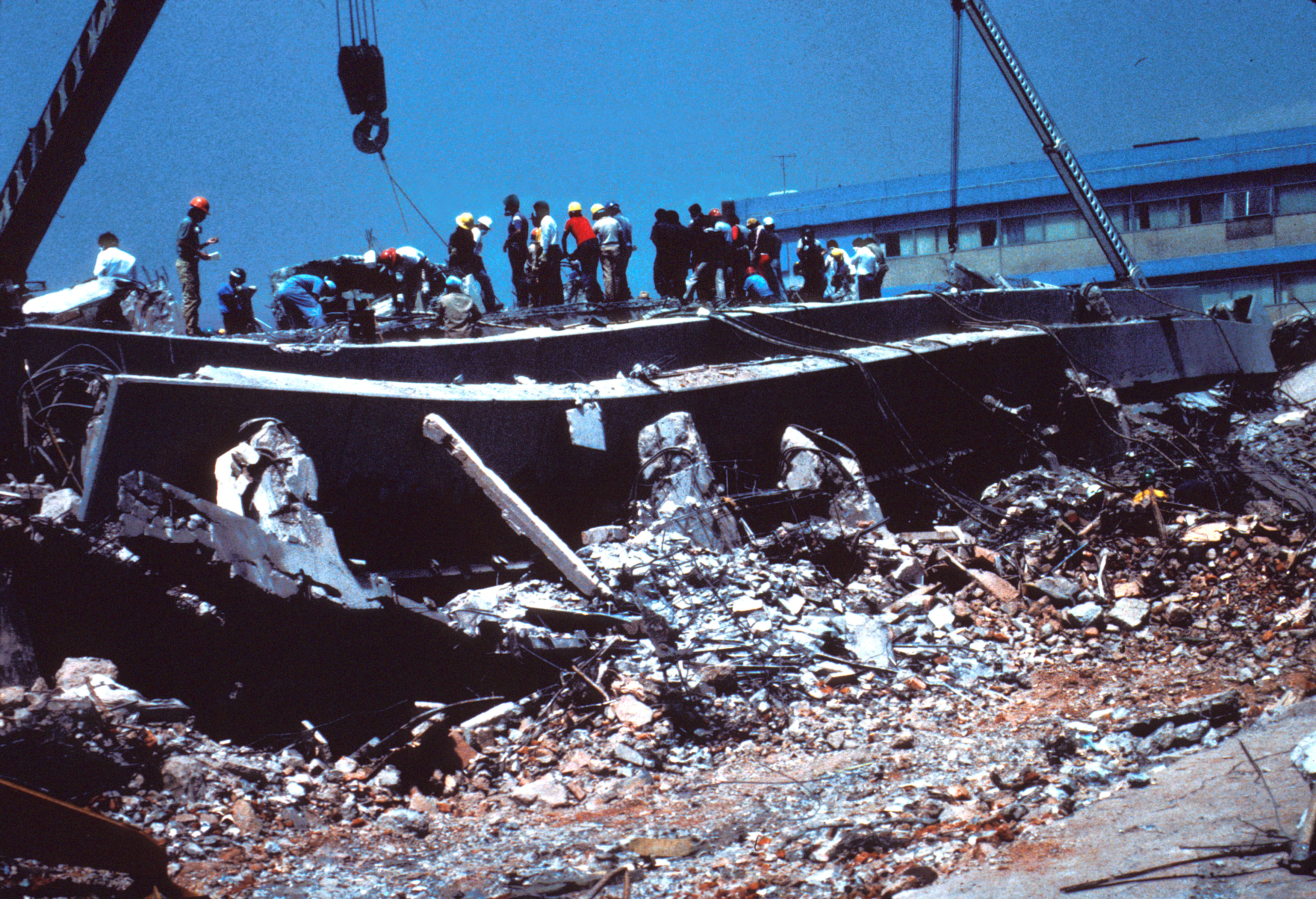
El Hospital General de México colapsó en el terremoto del 19 de septiembre de 1985, la imagen muestra a rescatistas sobre una parte colapsada del edificio.

## Edificios históricos
En la colonia Doctores, se encuentran varios monumentos históricos de importancia, de los cuales destaca el Templo de Belén de los Mercedarios, construido en el siglo XVIII y ubicado en la avenida Arcos de Belén. También son dignos de mención los talleres de la estación Indianilla, la casa de Porfirio Díaz, en la calle Dr. Jiménez, y el complejo de edificios que albergan a la Escuela Libre de Derecho, en Av. Dr. Río de la Loza, los cuales se construyeron originalmente para ser un cuartel del ejército, así como el complejo de edificios que alberga la Universidad de Londres, en la calle Dr. Vértiz, originalmente construido por el ingeniero Miguel Ángel de Quevedo para albergar un asilo.[cita requerida]

## Otros lugares notables
| Nombre                                                     | Imagen | Descripción |
| ---------------------------------------------------------- | ------ | --- |
| Parroquia de Nuestra Señora de los Dolores "Campo Florido" |        | Se reconstruyó en 1934. La iglesia original fue cañoneada durante los sucesos de la llamada Decena Trágica en 1913, según se puede apreciar en la recopilación de filmaciones hechas por Salvador Toscano (conocida como Memorias de un mexicano). La iglesia actual cuenta con hermosos vitrales que, mandados a hacer ex profeso, en Alemania, por el R. P. Zeferino Maldonado Bojoges, representan las 13 estaciones del Vía Crucis. El templo resultó severamente dañado en los terremotos del 19 y 20 de septiembre de 1985 pero, gracias a los esfuerzos del sacerdote Fray Andrés Rosas de la Vega, se impidió que el templo fuera cerrado al culto. A la fecha de este artículo, el templo está en restauración, sobre todo el altar mayor. |
| Templo de Belén de los Mercedarios                         |        | Fundado en 1626 por la Orden de la Merced debido a las gestiones de una india llamada María Clara. En 1686 dejó de ser convento para convertirse en colegio para los religiosos de la orden. Solo subsiste el templo, ya que el colegio fue clausurado a mediados del siglo XIX como efecto de las leyes de Reforma; sus instalaciones fueron demolidas, y los terrenos fraccionados y vendidos a particulares. |
| Centro Escolar Revolución                                  |        | Ubicado en el terreno de lo que fuera la temible Cárcel de Belén, cuenta con kínder, primaria y secundaria, y se edificó en 1934. Cuenta con interesantes murales elaborados por distinguidos discípulos de Diego Rivera y vitrales elaborados por Fermín Revueltas. Lo inauguró el presidente Abelardo L. Rodríguez, aunque ya se nota la mano del general Lázaro Cárdenas, pues en el mural central se ve una alegoría de como las fuerzas oscurantistas (oligarquía, la Iglesia) son derrotadas por la educación socialista; unas manos sostienen una hoz y un martillo. En el exterior se aprecia una estatua que representa a una maestra con varios niños, y en la base, el lema: "Educar es redimir." |
| Escuela Libre de Derecho                                   |        | Es la segunda más antigua en el país en esta rama, después de la Facultad de Derecho de la Universidad Nacional Autónoma de México. La Escuela Libre de Derecho desde su fundación en 1912 ha tenido como misión exclusiva, la enseñanza del Derecho, en un ambiente de cátedra libre, ajena a cualquier culto o ideología política o religiosa |
| Posada del Sol                                             |        | Construido durante la década de 1940 para ser funcionar como hotel de lujo y centro artístico por el ingeniero Fernando Saldaña Galván, El proyecto contaría con cerca de seiscientas habitaciones y residencias repartidas a lo largo de seis edificios dispuestos en torno a jardines, patios, fuentes, terrazas y miradores elevados con casino, teatro, cine, cantina, capilla, baño turco, tiendas, restaurantes, galerías, salones de té, baile y música. El proyecto no se pudo concluir por problemas económicos y edificio permanece abandonado |
| Estación Indianilla                                        |        | Era como se le conocía al conjunto de talleres de ensamble y mantenimiento de carros eléctricos inaugurados el 15 de enero de 1900 por Porfirio Díaz, misma que funcionó hasta la década de los 50, cuando el servicio tranviario requirió ser actualizado. A partir de diciembre del 2006, en Dr. Claudio Bernard n.º 111, casi esquina con Av. Niños Héroes, dicho inmueble fue rescatado de las ruinas y el olvido y convertido en un centro cultural de vanguardia. El recinto alberga simultáneamente, en dos grandes galerías, exposiciones de arte y muestras de video. Al respecto, cabe decir que se han presentado muestras de Leonora Carrington, Alberto Blanco y Patricia Legarde, y es además uno de los pocos lugares que permiten la difusión del arte en video, utilizando sus muros como pantallas gigantes para exponer la creatividad de los artistas de este género. En el sótano se encuentra el "Museo Frida" De juguete-Arte-Objeto, en el que se han presentado piezas de artistas como Alberto Castro Leñero, Ángel Fermín Vizuet y Francisco Toledo, entre otros. Finalmente, en la parte superior hay un pequeño restaurante-bar y una librería. |
| Televisa Chapultepec                                       |        | Instalaciones reconstruidas también después de los terremotos del 19 y 20 de septiembre de 1985, según se aprecia en la crónica realizada por Jacobo Zabludowsky sobre estos lamentables sucesos. |
| Arena México                                               |        | Desde hace poco más de cincuenta años se inauguró, en la calle Dr. Lavista, la Arena México, reconocida como "la catedral de la lucha libre en México", un recinto que ha sido testigo de innumerables batallas épicas. Todos los martes y viernes los “galenos del bien” combaten a los personajes que representan toda la rudeza del país. En este lugar, la mayoría de las leyendas de la Lucha Libre Mexicana han iniciado o potencializado su carrera. También fue sede, durante los XIX Juegos Olímpicos de 1968, de competencias de box y lucha grecorromana. |
| Mercado Hidalgo                                            |        | Uno de los más viejos de la ciudad y llamado así en honor al antiguo nombre que llevaba esta colonia.El mercado se encuentra entre las calles de Dr. Balmis, Dr. Andrade y Dr. Barragán. En este lugar, donde se pueden encontrar desde juguetes y productos básicos hasta antojitos, es famoso entre los trabajadores que se dedican a los oficios de electricistas y plomeros. En diciembre de cada año, el lugar es muy popular, por los puestos de comida y antojitos nocturnos que se colocan sobre la calle de Dr. Balmis y por la venta de Reyes del día 6 de enero. |
| "La Hija de los Apaches"                                   |        | Es la pulquería más popular de la colonia Doctores y una de las de mayor tradición en la Ciudad de México. Se encuentra ubicada en la calle Dr. Claudio Bernard, cerca de la Arena México. Con más de 60 años en servicio, el lugar se ha caracterizado por su hospitalidad, la calidad de su pulque y la diversidad de clases sociales, oficios y profesiones de sus visitantes. |
| Procuraduría General de Justicia del Distrito Federal      |        | Conocida popularmente como El búnker, ubicada en el edificio que originalmente fue la sede de la Comisión Nacional de Libros de Texto Gratuitos (Conaliteg), antes de que esta fuera trasladada a Querétaro, en 1994. |
| Otros lugares de interés                                   |        | Casa de Porfirio Díaz, en la calle Dr. Jiménez. |

- También como consecuencia de los terremotos del 19 y 20 de septiembre de 1985, se derrumbó la mayor parte de los edificios de la Secretaría del Trabajo y Previsión Social, así como de la Junta Federal del Trabajo, que habían sido construidas en 1954 y en 1970, respectivamente, y que se ubicaban en la esquina de la calle Dr. Vértiz y la avenida Dr. Río de la Loza.
- El Centro Médico Nacional Siglo XXI, el Hospital General de México, el Hospital Infantil "Federico Gómez", todos edificados en las décadas de 1940 y 1950, cuando la colonia era el corazón de los servicios hospitalarios de la ciudad, lugar que hoy ocupa la llamada Zona de Hospitales de San Fernando, en la delegación Tlalpan (alcaldía Tlalpan), al sur de la ciudad.[cita requerida]
- El hotel La Posada del Sol, en avenida Niños Héroes 139, construido por el ingeniero Francisco Saldaña Galván en 1945. Construido en estilos art deco y art nouveau, compuesto por 15 edificios y más de 500 habitaciones y con una superficie de 7734.25 metros cuadrados, nunca se terminó, y se expropió durante el gobierno de Miguel Alemán Valdés.[9]

## Gastronomía
El platillo representativo de la colonia Doctores es el caldo estilo Indianilla, que tuvo su origen a principios del siglo XX en las inmediaciones de los talleres de Indianilla y que hoy en día está incorporado a recetarios de cocina mexicana y en las cartas de los restaurantes.

## La colonia Doctores en el arte
La estación Indianilla fue plasmada por el pintor Fermín Revueltas en su cuadro La Indianilla, una de sus obras más representativas.

## Residentes ilustres
- Francisco Cabañas (1912-2002) Boxeador, fue el primer medallista olímpico mexicano. Ganó la medalla de plata en los Juegos Olímpicos de Los Ángeles 1932. Vivió en Dr. Navarro 28
- Kalimba Marichal (1982) Compositor, actor, y cantante, habitó en la colonia durante su niñez y adolescencia.
- Silvestre Revueltas (1891-1940) Compositor, violinista y director de orquesta.